# 245
245 (CCXLV) a fost un an obișnuit al calendarului iulian.